# Hrafnistumannasögur
De Hrafnistumannasögur is een groep saga’s rond Ketil Höing (of Ketel Hæng) en zijn familie. De groep werd genoemd naar Hrafnista, het moderne Ramsta, Nærøy in het noorden van Noorwegen.
- Ketils saga hœngs
- Gríms saga loðinkinna
- de saga van Orvar-Odd
- Áns saga bogsveigis

Ketil Höing, de protagonist uit Ketils saga hœngs, was de vader van Grim, de protagonist uit Gríms saga loðinkinna, en de grootvader van Orvar-Odd, de protagonist uit de saga van Orvar-Odd.
Uit de openingszinnen van de saga over Egill Skallagrímsson leren we dat de vader van Ketil Höing Hallbjörn Halftrol is.

## Bron en externe link
- Is it any wonder? Perception of the supernatural in Icelandic legendary sagas and Ketils saga hængs